# Meir Dizengoff

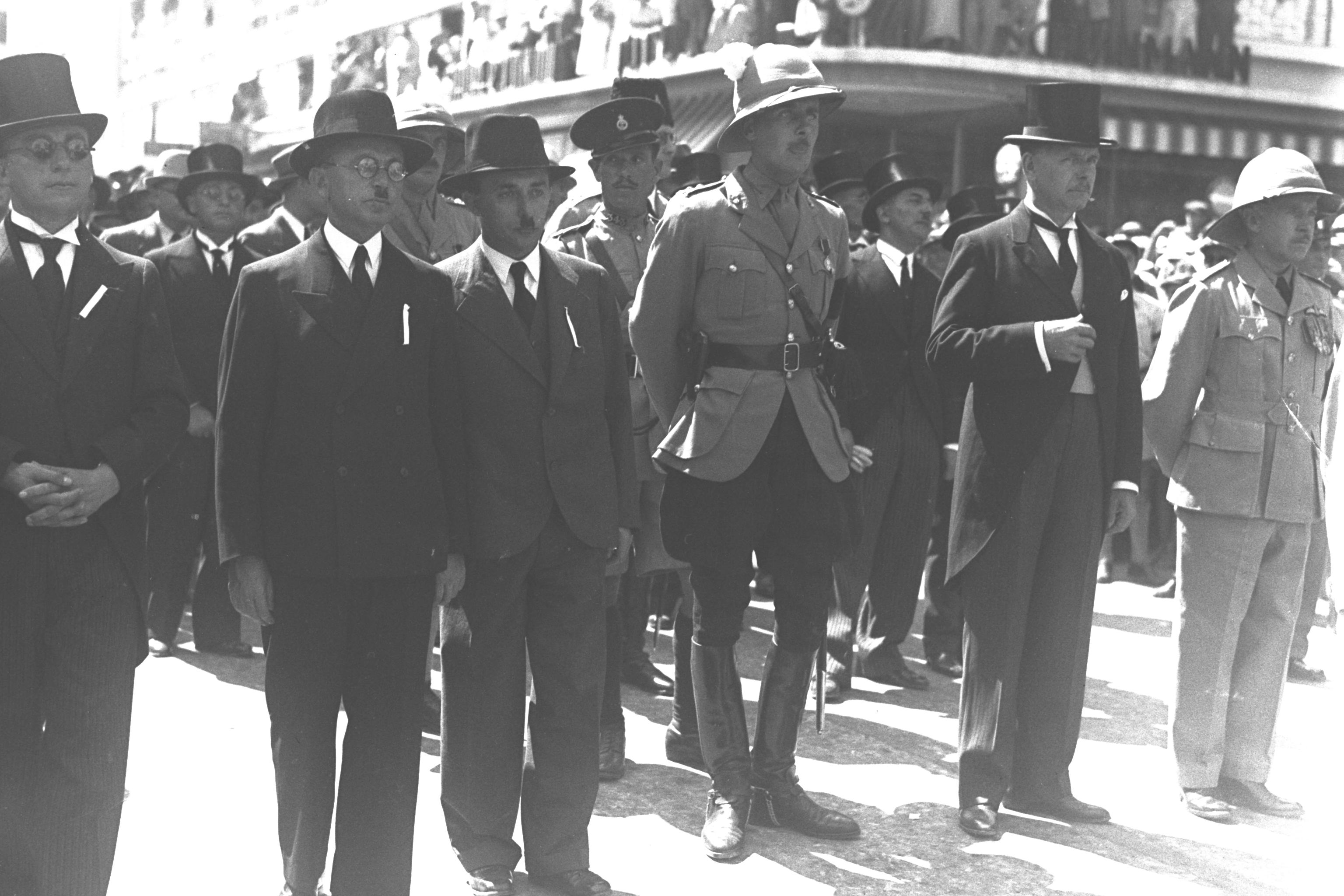
A viagem fúnebre de Meir Dizengoff. O segundo da esquerda é en e ao lado dele está Moshe Sharett. O alto comissário britânico es também é visto na foto, Tel Aviv, 1936

Meir Dizengoff em hebraico:  מאיר דיזנגוף (Bessarábia, 25 de fevereiro de 1861 – Tel Aviv, 23 de setembro de 1936) foi um químico israelense, que foi ativista sionista e o primeiro prefeito de Tel Aviv, Israel. É também o nome da rua principal de Tel Aviv.